# Unione Canottieri Livornesi
L'Unione Canottieri Livornesi è una società remiera italiana, con sede a Livorno, attiva nel canottaggio e nella canoa, canadese o kayak. I suoi equipaggi hanno partecipato alle olimpiadi, raccogliendo 2 medaglie d'argento nell'otto a Los Angeles 1932 e Berlino 1936. Nel 2020 il club è stato insignito dal CONI con il collare d'oro. Gli atleti della società furono noti negli anni d'oro come Scarronzoni.

## La storia

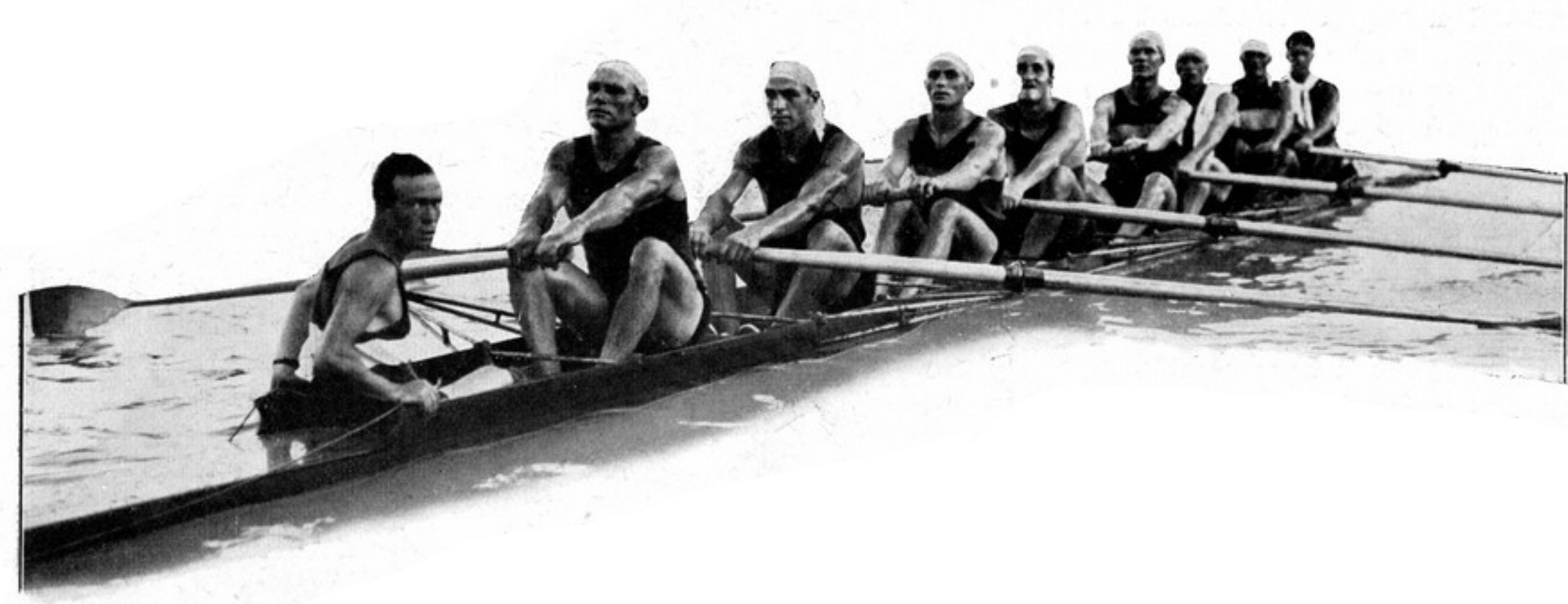
L'8 dell'Unione Canottieri Livornesi vincitore dei Campionati italiani di canottaggio di Pallanza 1929

L'Unione Canottieri Livornesi venne costituita nel 1919 dalla fusione di tre società sportive di canottaggio: la Alfredo Cappellini fondata nel 1877, il Club Nautico il Remo fondato nel 1885 e il Club Nautico Livorno fondato nel 1908. Sia la Cappellini che Il Remo avevano partecipato più volte ai campionati europei e vinto diversi titoli nazionali. Anche il Club Nautico Livorno si era distinto in gare nazionali.
La sede venne fissata nelle cantine degli Scali D’Azeglio che appartenevano al Club Nautico Livorno. Venne eletto presidente Gino Benini, vice presidente Vincenzo Razzauti e direttore di voga Carlino Mazzanti.

### Gli Scarronzoni
Con il nome di Scarronzoni venivano chiamati gli atleti della società remiera dell'Unione Canottieri Livornesi che composero gli equipaggi di canottaggio nella specialità dell'otto maschile ai Giochi olimpici di Los Angeles del 1932 e di Berlino del 1936, in entrambi casi battuti  dagli statunitensi, rispettivamente della California University (per 2/10 di secondo) e della Washington University (per 7/10 di secondo).
Il nome deriva dalla prima regata a cui partecipò l'otto dell'Unione Canottieri Livornesi. A Massaciuccoli, per i campionati toscani, i movimenti della ciurma (in gran parte abituata al canottaggio a sedile fisso) erano sgraziati e non eleganti poiché facevano scarrocciare la barca. Chi li vide remare li chiamò "Scarronzoni". Il nome è poi rimasto a tutti gli equipaggi che l'Unione, negli anni, ha presentato fino al 1948.
Nella storia degli Scarronzoni, durata vent'anni (dal 1928 al 1948), sono passati 27 atleti che – oltre a due medaglie d'argento alle due edizioni delle Olimpiadi – hanno conquistato anche due titoli europei (1929 e 1937) e 12 titoli nazionali. L'ultimo degli Scarronzoni è stato Oreste Grossi (1912-2008), il quale ha pubblicato un libro principale fonte di informazioni sulla storia dell'otto livornese.

### Il secondo dopoguerra
La squadra venne rifondata dopo gli scontri bellici. Nel 1949 vinse il Campionato Italiano del Mare ed il titolo junior con l’equipaggio composto da Cecchi, Savi, Unico Marroncini, Magherini, Fiorini, Balleri, Basoni, Palmerini, Langella (timoniere).
Negli anni cinquanta l'equipaggio composto da Bollati, Raveggi, Giusti, Del Bimbo, Menicagli, Umberto Marconcini, Brondi, Citi, Langella (timoniere) vinse un altro titolo nazionale junior.

### Gli anni sessanta e settanta
Nel 1963 la società costituisce la sezione dedicata alla disciplina della canoa/kayak. La direzione tecnica della sezione viene affidata agli allenatori Vincenzo Raveggi e Claudio Kaminsky e nei primi 15 anni di attività agonistica vengono vinti 9 titoli italiani. Atleta di spicco fu Alberto Ughi che giunse quarto nel k4 ai Giochi olimpici estivi di Monaco di Baviera 1972.
Nel canottaggio in quel periodo la società vinse 7 titoli vari titoli nazionali nel singolo (1976), nel doppio (1973, 1974, 1976, 1977), e nel quadruplo (1976 e 1977). Gli equipaggi ottennero buoni piazzamenti nelle competizioni internazionali.

## Palmarès
| Manifestazione     | Sede             | | | |
| ------------------ | ---------------- | --- | --- | --- |
| Campionati europei | Bydgoszcz 1929   | Mario Balleri ("Bàllero") Renato Barbieri ("Attào") Dino Barsotti Guglielmo Del Bimbo Vittorio Cioni Eugenio Nenci Enrico Garzelli Roberto Vestrini ("Lolli") Cesare Milani (tim.) | | |
| Campionati europei | Liegi 1930       | | Vittorio Cioni Guglielmo Del Bimbo Roberto Vestrini Renato Barbieri Enrico Garzelli Dino Barsotti Mario Balleri Eugenio Nenci Cesare Milani (tim.)    | |
| Campionati europei | Parigi 1931      | | Vittorio Cioni Guglielmo Del Bimbo Renato Bracci Renato Barbieri Enrico Garzelli Dino Barsotti Mario Balleri Eugenio Nenci Cesare Milani (tim.)       | |
| Giochi olimpici    | Los Angeles 1932 | | Mario Balleri Renato Barbieri Renato Bracci Dino Barsotti Guglielmo Del Bimbo Vittorio Cioni Enrico Garzelli Roberto Vestrini Cesare Milani (tim.)    | |
| Campionati europei | Budapest 1933    | | Mario Balleri Guglielmo Del Bimbo Renato Bracci Renato Barbieri Enrico Garzelli Dino Barsotti Dante Secchi Ottorino Godini Cesare Milani (tim.)       | |
| Giochi olimpici    | Berlino 1936     | | Dino Barsotti Guglielmo Del Bimbo Mario Checcacci Dante Secchi Enrico Garzelli Enzo Bartolini Ottorino Quaglierini Oreste Grossi Cesare Milani (tim.) | |
| Campionati europei | Amsterdam 1937   | Alberto Bonciani Mario Checcacci Giovanni Persico Dante Secchi Enrico Garzelli Enzo Bartolini Ottorino Quaglierini Oreste Grossi Cesare Milani (tim.)                              | | |
| Campionati europei | Milano 1938      | | | Alberto Bonciani Mario Checcacci Giovanni Persico Dante Secchi Enrico Garzelli Enzo Bartolini Ottorino Quaglierini Oreste Grossi Cesare Milani (tim.) |
| Totale             | Totale           | 2 | 5 | 1 |

A questi allori internazionali si aggiungono 12 titoli italiani e 3 secondi posti.

## Altri componenti
Atleti
- Mario Ghiozzi, Enzo Favilla, Renato Tognaccini, Mario Del Bimbo e Raffaello Cioni: componenti del primo equipaggio.
- Dario Lavoratori e Antonio Colonnacchi: campioni italiani e partecipanti all'europeo del 1935.
- Corrado Neri e Pio Manteri: regate internazionali.
- Mario Magherini: equipaggio del 1947.

Allenatori
- Carlo Mazzanti, Mario Ghiozzi

Dirigenti
- Presidenti: Gino Benini e Vincenzo Razzauti.
- Vice presidenti: Nello e Ugo Razzauti.

Il principale allenatore degli Scarronzoni fu Mario Ghiozzi il quale fu studioso di stili di voga, dopo essere stato il primo timoniere dell'imbarcazione.
Mario Ghiozzi fu anche Commissario Tecnico della Nazionale Italiana dal 1935 al 1952 il cui armo di punta, nel 1936 quando era Commissario Unico, fu lo stesso otto livornese.

## Aneddoti
Due sono gli episodi principali che danno l'idea della forza d'animo - prima che fisica - degli Scarronzoni.
Nel primo caso il protagonista è il timoniere Cesare Milani. Tecnico di voga all'Accademia Navale di Livorno, aveva un buon stipendio che tuttavia non riusciva a "gestire". Fu così che alla presentazione dei giovani rampolli dell'università di Cambridge, avversari degli Scarronzoni in una regata internazionale, Milani sentì che tutti i vogatori inglesi venivano definiti "pari d'Inghilterra", titolo nobiliare nel Regno Unito. Dopo aver sentito l'ennesimo "pari d'Inghilterra", Milani dal basso della sua statura gridò: "Beati voi che siete pari, a Livorno m'avanzan tutti".
Ancora più tipicamente livornese è l'altro episodio curioso sugli Scarronzoni che mette in luce il grande orgoglio dell'equipaggio. L'otto labronico, a Pallanza, sul lago Maggiore, avrebbe dovuto completare un allenamento di "defaticamento", ma qualcuno della barca lanciò scherzosamente un livornesissimo "il budello di su' ma' chi molla", non proprio un complimento per una mamma. Per difendere l'onore delle madri, gli otto Scarronzoni partirono alle 16,30 e alle 21,30 un motoscafo fu costretto ad andar loro incontro. Si racconta che si scorgesse già la Svizzera.

## Gli Scarronzoni oggi
La memoria di questa lunga avventura sportiva è stata tenuta viva a Livorno grazie a Oreste Grossi (con la sua pubblicazione e le interviste che periodicamente gli venivano chieste) e alla vitalità dell'Associazione Alberto Bonciani, gestita dal figlio dello Scarronzone, Paolo, e da sua moglie Patrizia, che organizza mostre fotografiche e dibattiti nell'ambito delle feste cittadine. Grossi deceduto il 15 febbraio 2008 a causa di una crisi respiratoria.

## Filmografia
Un ritratto degli Scarronzoni è presente nel docufilm Campioni livornesi di Rossano Vittori, prodotto dall'Associazione Atleti Olimpici e Azzurri d'Italia in collaborazione con Raiteche, Istituto Luce e Mediateca Regionale toscana

## Onorificenze
- Collare d'oro al merito sportivo (2020)